# Crkva sv. Cecilije na Stupovima
Lokalitet Stupovi se nalazi na jednoj od glavica na istočnoj periferiji Kosova polja i jedan je od nekoliko važnih starohrvatskih lokaliteta na području sela Biskupije kod Knina. Nedaleko Stupova nalazi se položaj Cecela, na kojem je fra Lujo Marun 1888. g. otkrio ostatke ranosrednjovjekovne crkve sv. Cecilije. Marun je 1892. objavio tek kratak izvještaj o otkriću, a sljedeće godine i tlocrt crkve. O nalazu je 1901. pisao i Frano Radić. Godina 1950. i 1951. provedena su revizijska arheološka istraživanja pod vodstvom Stjepana Gunjače, koji je 1956. i objavio njihove rezultate.

### Arhitektura
Crkva na stupovima je trobrodna i troapsidalna bazilika, dimenzija tlocrta 35x13m. Raščlanjena je s dva niza pilona križnog presjeka i očito je bila presvođena. Na zapadnoj strani se nalazi predvorje, a pred njim zvonik četvrtaste osnove, postavljen u osi crkve. Predvorje je sa zvonikom i nekadašnjom galerijom činilo westwerk, nastao prema karolinškom utjecaju. Uzdužni zidovi crkve su ojačani gusto poredanim kontraforima, osim u središnjem dijelu južnog zida, gdje se nalazi sporedni ulaz i prigrađena kapelica.

### Crkveni namještaj
Pri revizijskom istraživanju pronađeno je mnoštvo većih ili manjih ulomaka crkvenog namještaja, poput dijelova oltarne pregrade, pulta ambona, fragmenata škropionice, itd. Za dataciju su najvažniji ostaci zabata i arhitrava oltarne pregrade, koji se prema stilskim karakteristikama mogu vezati za jednu radionicu iz vremena kneza Branimira, kojoj pripada primjerice namještaj iz crkve sv. Spasa na vrelu Cetine, kao i iz crkava u Otresu, Muću, Ninu, itd.
Na ulomku luka jednog od zabata nalazi se ostatak natpisa koji se može restituirati te se čita [...sancta]E CE[ciliae...]. Iz tog natpisa, kao i iz toponima Cecela može se zaključiti da se uistinu radi o crkvi sv. Cecilije, s kojom je povezana i legenda o smrti kralja Zvonimira.

### Datacija
Iako u ranijoj literaturi uglavnom datirana u 11. st., crkva sv. Cecilije (Stupovi) na Kosovu polju pripada skupini crkava s oblim kontraforima, westwerkom i troapsidalnim svetištem, koje se sve datiraju u drugu polovicu 9. st., preciznije u vrijeme kneza Branimira (tu spadaju: Lopuška glavica i "četvrta crkva" u Biskupiji, sv. Spas na vrelu Cetine, Biogradska katedrala), a istome vremenu pripada i crkveni namještaj (iako M. Jurković ističe i postojanje jedne ranije oltarne pregrade, iz vremena kneza Trpimira).